# ميت بالنسبة لي (مسلسل تلفزيوني)
ميت بالنسبة لي هو مسلسل تلفزيوني من فئة كوميديا سوداء أنشأته ليز فيلدمان والذي عرض لأول مرة في 3 مايو 2019 على نتفليكس . من النجوم المشاركة بالمسلسل كريستينا آبلغيت وليندا كارديليني وتدور أحداثه عن اثنين من النساء اللواتي تعرفن علي بعضهن خلال فترة العلاج، المنتج المنفذ للمسلسل ليز فيلدمان، ويل فيريل ، آدم مكاي ، وجيسيكا إلباوم. تلقى الموسم الأول مراجعات إيجابية من النقاد. في يونيو 2019 ، جددت نتفليكس المسلسل للموسم الثاني الذي تم إصداره في 8 مايو 2020. في حفل جوائز إيمي الـ 71 ، تلقت كريستينا آبلغيت ترشيحًا للممثلة الرائدة البارزة في مسلسل كوميدي.

## الشخصيات

### الأساسية
- كريستينا آبلغيت في دور جين هاردينغ ، سمسارة عقارات قتل زوجها تيد على يد سائق في حادثة سيارة.
- ليندا كارديليني في دور جودي هيل ، امرأة التقت بها جين في مجموعة للدعم الحزن ثم تصبح صديقة لها. في البداية لم تكن تعرف جين ، جودي هي الشخص الذي قتل زوجها.
- جيمس مارسدن في دور 
  - ستيف وود (الموسم 1 ؛ موسم الضيف 2) ، خطيب جودي السابق وهو محام مشارك مع المافيا اليونانية.
  - بن وود (الموسم 2) ، شقيق ستيف شبه التوأم واهتمام جين الجديد بالحب.
- ماكس جينكينز في دور كريستوفر دويل ، شريك الأعمال العقارية جين وصديقه.
- سام مكارثي في دور تشارلي هاردينج ، الابن الأكبر لجين.
- لوك روسلر في دور هنري هاردينج ، الابن الاصغر لجين.

## الحلقات
| الموسم | الحلقات | الحلقات | الأصلي      | الأصلي |
| الموسم | الحلقات | الحلقات | الأول       | الأخير |
| ------ | ------- | ------- | ----------- | ------ |
| 1      | 10      | 10      | 3 مايو 2019 | سيُعلن  |
| 2      | 10      | 10      | 8 مايو 2020 | سيُعلن  |

## استقبال

### استجابة نقدية
على موقع ويب  Rotten Tomatoes ، حصل الموسم الأول على نسبة موافقة تبلغ 86٪ بناءً على 50 مراجعة ، بمتوسط تقييم 6.48 / 10. يقول معظم النقاد الموقع الإلكتروني: «المسلسل لا يقدم دائمًا روح الدعابة ، لكن الثنائي كريستينا آبلغيت وليندا كارديليني يرفعان مستوي المسلسل - مما يوفر علاقة مؤثرة للغاية شكلها الحزن المتبادل». على ميتاكريتيك ، حصل على متوسط درجة 67 من 100 ، على أساس 21 ناقد ، مما يشير إلى «مراجعات مواتية بشكل عام».
على Rotten Tomatoes ، حصل الموسم الثاني على تصنيف 97٪ بناءً على 29 تقييمًا ، بمتوسط تقييم 8.13 / 10. يقول إجماع منتقدي الموقع: «Dead to Me يضاعف من التقلبات ويظهر موسمًا ثانيًا مثيرًا يستخدم بشكل ممتاز خيوطه المتطابقة جيدًا». على ميتاكريتيك ، حصل على متوسط درجة مرجح 72 من أصل 100 ، على أساس 10 نقاد ، مما يشير إلى «مراجعات مواتية بشكل عام».

### نسبة المشاهدة
في 17 يوليو 2019 ، أعلنت Netflix أن المسلسل تم بثه من قبل أكثر من 30 مليون مشاهد خلال أول شهر من إصداره على منصة البث.

## روابط خارجية
- ميت بالنسبة لي على موقع IMDb (الإنجليزية)
- ميت بالنسبة لي على موقع ميتاكريتيك (الإنجليزية)
- ميت بالنسبة لي على موقع روتن توميتوز (الإنجليزية)
- ميت بالنسبة لي على موقع نتفليكس (الإنجليزية)
- ميت بالنسبة لي على موقع فيلمافينيتي (الإسبانية)
- ميت بالنسبة لي على موقع كينوبويسك (الروسية)
- ميت بالنسبة لي على موقع ألو سيني (الفرنسية)
- ميت بالنسبة لي على موقع قاعدة بيانات الفيلم (الإنجليزية)